# Thilo Sarrazin

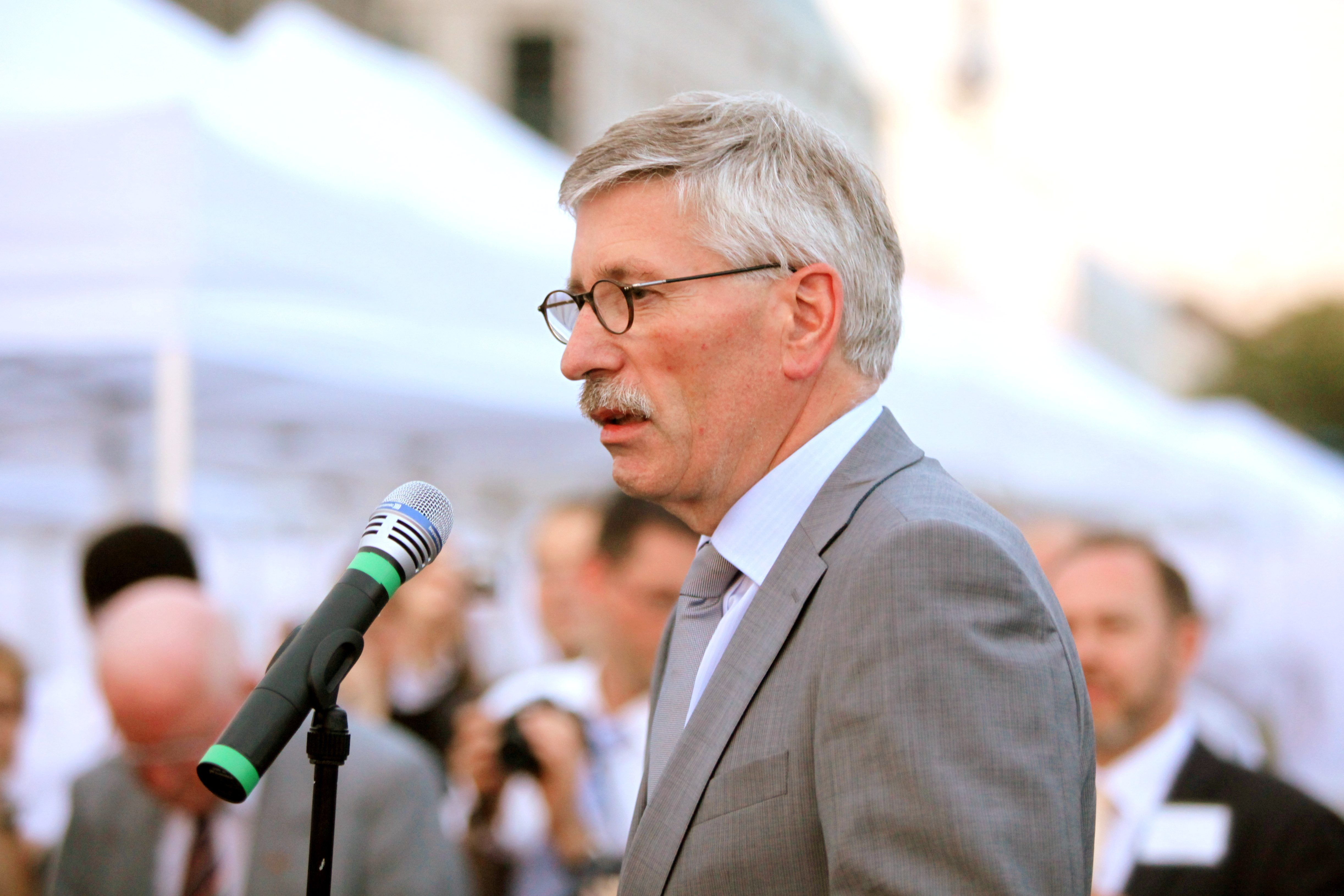
Thilo Sarrazin en 2009.

Thilo Sarrazin [ˌtʰiːlo saʁɑˈzɛ̃ː] o [ˌtʰiːlo ˈsaʁɑzɛ̃ː] (Gera, Alemania, 12 de febrero de 1945) es un economista, escritor y político alemán exmiembro del Partido Socialdemócrata de Alemania (SPD). Fue senador (ministro) de Finanzas del estado federado de Berlín (2002-2009). Hasta el 2010 fue miembro de la junta directiva del Deutsche Bundesbank. Fue criticado por sus polémicos comentarios sobre la política de inmigración alemana en su libro Deutschland schafft sich ab (Alemania se suprime a sí misma), publicado en agosto de 2010. A raíz de la polémica causada, el SPD inició un proceso de expulsión contra Sarrazin que concluyó en 2020.
Sarrazin estudió economía en la Universidad de Bonn, donde obtuvo su doctorado. Desde noviembre de 1973 hasta diciembre de 1974 trabajó para la Fundación Friedrich Ebert y se convirtió en miembro activo del SPD. En 1975 comenzó a trabajar en el Ministerio Federal de Finanzas. Posteriormente fue jefe de unidad en el Ministerio de Trabajo y Asuntos Sociales, y en 1981 regresó al Ministerio Federal de Finanzas. Fue un estrecho colaborador del entonces ministro de Finanzas Hans Matthöfer, y de su sucesor Manfred Lahnstein.
De 1990 a 1991, trabajó para la agencia fiduciaria de la República Democrática Alemana para la transición a una economía de libre mercado (Treuhandanstalt). Hasta 1997 fue secretario de Estado del Ministerio de Hacienda de la región de Renania-Palatinado. Posteriormente, fue director ejecutivo de la empresa TLG Immobilien.
Sarrazin está casado y tiene dos hijos.

## Controversia
Sarrazin aboga por una política de inmigración restrictiva y por la eliminación de pagos de transferencia. Hubo reacciones severas a sus declaraciones sobre la política económica y la inmigración en Berlín, que se publicaron en septiembre de 2009 en Lettre International. En dicha revista, Sarrazin describe a muchos de los inmigrantes árabes y turcos como reacios a la integración.